# 수성 나씨
수성 나씨(壽城羅氏)는 금성 라씨에서 분적하여 대구광역시 수성구를 본관으로 하는 한국의 성씨이다.

## 역사
수성 나씨(壽城 羅氏) 시조 나광우(羅光佑)는 금성 라씨의 시조 라총례(羅聰禮)의 15세손이다.
나광우의 아버지 나순(혹은 위)이 고려 말에 수성군사를 지내고 내직으로 들어올 때 둘째 아들 나광우가 수성에 정착하면서 본관을 수성으로 하였다.

## 본관
수성(壽城)은 대구광역시 수성구 일대의 고려시대 지명이다. 신라의 위화군(喟火郡)과 달구화현(達句火縣)이었다. 757년(경덕왕 16)에 위화군을 수창군(壽昌郡)이라 하였고, 940년(고려 태조 23) 수창군은 수성군(壽城郡)으로 이름을 바꾸고, 1018년(현종 9)에는 경주(慶州)의 속현이었다가, 1390년(공양왕 2) 감무를 두면서 독립하였다. 조선 태조 때 대구(大丘)에 속하였고, 1914년 군면 폐합으로 달성군에 속하면서 수성면이 되었다. 1938년 대구에 편입되었고, 1980년 대구직할시 수성구로 개편되었다.

## 인물
- 나광우(羅光佑) : 조선 초기의 문신. 시조 라총례의 15세손. 중현대부 충주목사(종3품)
- 나만(羅蔓) : 조선 초기의 문신. 나광우의 장남. 봉선대부 서운관 도정(종4품)
- 나유겸(羅有謙) : 조선 초기의 문신. 나만의 차남. 봉상대부 순흥부사(정4품)
- 나홍서(羅弘瑞) : 조선 초기의 문신. 1425년 삼가 현감(三嘉縣監), 1434년 원주 판관을 지내고, 1435년(세종 17년) 식년문과에 동진사(同進士)로 급제한 뒤 사헌부 장령(掌令)을 거쳐 1454년(단종 2년) 형조 참의(刑曹參議), 황해도 관찰사에 이르렀다.
- 나순손(羅順孫) : 조선 초기의 문신. 나유겸의 손자. 호는 취원정. 문종조에 통훈대부 행하동부사(정3품)를 지내고, 세조 등극시 벼슬을 버리고 귀향하였다.
- 나이동(羅異童, 1473년 ~ 1505년) : 조선 초기의 문신. 나순손의 손자. 성종조에 문과에 급제하여 장영과 사인(정4품)을 지내고, 한성부 판윤(정2품)에 이르렀으나 만 32세의 나이로 요절하였다. 아버지는 성균생원 나수경(羅守經)이고, 어머니는 선인(宣人)순천박씨이다. 부인은 정부인(貞夫人)양주조씨이다.
- 나이준(羅以俊, 1602년 ~ 1686년) : 조선의 문신. 본관은 수성(壽城). 자는 택우(宅于), 호는 매음(梅陰). 할아버지는 나세겸(羅世謙)이며, 아버지는 나용(羅瑢)이다. 1635년(인조 13) 사마시에 합격하고 1646년(인조 24) 식년문과에 병과로 급제하였다. 1636년 병자호란이 일어나자 태학(太學)의 선비들이 모두 도망하였으나 혼자 남아, 성묘(聖廟)를 지키는 정신국(鄭信國)·박산미(朴潸美) 등을 불러모아 큰 자루를 만들게 하고, 그 속에 위판(位板)·제기(祭器) 등을 모두 넣고, 또한 성현들의 위판도 함께 받들어 도성을 빠져나왔다. 남한산성에 이르자, 인조는 그의 갸륵한 행위를 가상히 여겨 미포(米布)를 하사하였고, 위판은 개원사(開元寺)에 편안히 모시게 하였다. 1637년 환도하자 다시 위판을 받들고 귀환하였다. 1653년(효종 4) 정언이 되었고, 1663년(현종 4) 장령에 이어 수찬·교리·보덕 등을 두루 역임하였다. 숙종이 즉위하자 부교리가 되었으며, 집의·사간 등을 역임하였다. 1774년(영조 50) 성묘를 지켰다는 공으로 이조참판에 추증되었고, 사계서원(泗溪書院)에 배향되었다.
- 나학천(羅學川, 1658년 ~ 1731년) : 조선의 문신. 본관은 수성(壽城). 자는 사도(師道), 호는 창주(滄洲). 경상도 영주 출신. 할아버지는 사간 나이준(以俊)이고, 아버지는 첨지중추부사 수종(壽宗)이며, 어머니는 박창징(朴昌澂)의 딸이다. 통덕랑(通德郎) 나수성(羅壽星)에게 입양되었다. 1683년(숙종 9) 증광문과에 병과로 급제, 1688년 전적을 거쳐 병조좌랑·강원도도사를 역임하고, 1690년 지평·정언·면천군수(沔川郡守)·울산부사·예빈시정·인동부사·판교(判校)·서천군수 등을 두루 역임하였다. 영조가 즉위한 뒤 노론(老論)의 일파로 시론(時論)을 진언하여 민생의 어려움과 군비의 소홀함 등을 지적하였고, 1725년(영조 1) 사성·필선·보덕·사간을 거쳐 승지·병조참지·우부승지에 이르러 영조가 탕평책에 대한 근본적인 생각을 바꾸려고 하였다. 즉, 영조는 탕평책을 위하여 시비를 가리는 것까지도 거론하지 못하게 하자, 사색을 논하는 당론이 아닐 경우인 역적을 토척한다든가 의리를 밝힌다든가 하는 일은 권장하여야 하며, 역적 김일경(金一鏡)일파의 예를 들어 모역자들은 엄벌에 처하여야 한다고 권고하고 있다. 1727년에 좌부승지에 제수되자 나이 칠십을 이유로 극구 사양하다가 좌승지·형조참의가 되었다. 그때 영남에 이인좌(李麟佐)의 난이 일어나자 북관(北關)사람들이 그를 난적(亂賊)으로 몰아 파직시키자, 고향에 내려가 있다가 난이 평정된 뒤 1729년 다시 병조참지가 되었다. 이어 비록 영남사람이기는 하나 김일경과는 다르다는 변무소(辨誣疏)를 올렸다. 성품이 강직하고 자신을 지키는 태도가 확고하여, 당시의 당론에 휩쓸리지 않고 독보적인 존재로 정명의리론(正明義理論)을 주장하였다.
- 나춘호(羅春浩, 1942년 ~ ) : 예림당 회장, 아시아·태평양출판협회(APPA) 회장
- 나은택(羅殷澤, 1953년 ~ ) : 화승 대표이사 부사장
- 나건연(羅建淵, 1959년 ~ ) : 경북대학교 의대 교수

## 과거 급제자
수성 나씨는 조선시대 문과 급제자 3명, 사마시 합격자 10명을 배출하였다.
문과
나이동(羅異童) 나학천(羅學川) 나홍서(羅弘緖)
생원시
나덕령(羅德齡) 나백령(羅百齡) 나세겸(羅世縑) 나언겸(羅彦縑) 나윤(羅錀)
나응문(羅應文) 나이준(羅以俊) 나학립(羅學立)
진사시
나진택(羅鎭澤) 나흠(羅欽)

## 집성촌
- 경상북도 고령군 다산면 송곡리

## 인구
- 1985년 894가구 3,547명
- 2000년 1,752가구 5,447명
- 2015년 수성 나씨 3001명 + 수성 라씨 460명 = 3,461명